# Шебо, Юрай
Юрай Шебо (словац. Juraj Šebo, 12 декабря 1943, Братислава — 1 февраля 2021) — словацкий писатель.

## Биография
Отец Юрая был зубным техником, мать — домохозяйкой. В годы Второй мировой войны родители скрывали в своём доме еврейскую семью из семи человек. В 1992 году имя его матери, Ольги Шебовой, было написано на Стене почёта в Саду Праведников в Иерусалиме.
После прихода к власти коммунистов в 1948 году стоматологический кабинет отца был конфискован, и он устроился на государственное предприятие, а в 1950 году получил шесть лет принудительных работ за свои политические взгляды.
У Юрая были проблемы с поступлением в школу. В конце концов он был принят в среднюю общеобразовательную школу на улице Макаренкова, а затем продолжил обучение в Университете транспорта в Жилине. В течение пяти лет во время учёбы в университете он пел в нескольких биг-бит-группах.
Женившись в 1968 году, имел в браке двоих детей. 28 августа 1968 года он как раз заканчивал учёбу, когда войска Варшавского договора вторглись в Чехословацкую Социалистическую Республику.
После получения высшего образования он поступил на работу в Западно-словацкое управление транспорта в Братиславе, где проработал тридцать лет, а затем, до 2003 года, был региональным директором Словацкой почты. В 1983 и 1987 годах он участвовал в соревнованиях по лыжным гонкам в Финляндии. После встречи с эмигрантами он больше никогда не получал разрешения на выезд.
В 1999 году Юрай на год поехал в Косово организовывать почтовую сеть. В 2000 году он женился вторично. В 2003 году оставил свою должность регионального директора почтового отделения и вернулся в Косово на три месяца. В 2005—2006 годах был руководителем службы доставки посылок.
Начал писать книги по выходу на пенсию. Им написано почти 20 романов. Он достоверно и в то же время захватывающе запечатлел события, места, атмосферу, повседневную жизнь и чувства людей в отдельные десятилетия прошлого века.
Во время презентации одной из своих книг Юрай Шебо сказал о себе: «Я всегда писал книги с позиции обычного человека».